# Борге, Виктор
Виктор Борге Розенбаум (дат. Victor Børge Rosenbaum, 3 января 1909, Копенгаген, Дания — 23 декабря 2000, Гринуич, Коннектикут, США) — датско-американский пианист, дирижёр и комик.

## Биография
Виктор Борге родился в еврейской семье в Копенгагене, Дания. Его родители были музыкантами — отец альтист в Датском королевском оркестре, а мать — пианистка. Как и его мать, Борге начали учить играть на фортепиано, когда ему было всего два года. Когда ему было 8 лет, он дал свой первый сольный концерт, а в 1918 году получил стипендию в Датской Королевской консерватории. Одним из первых наставников Борге был Виктор Схиэлер, в дальнейшем он учился у Эгона Петри, ученика знаменитого Ферруччо Бузони.
Первый свой большой концерт Борге дал в 1926 году, в концертном зале Danish Odd Fellow Palæet. Спустя несколько лет карьеры классического пианиста он начал добавлять в свои выступления элементы стендапа; в дальнейшем это сочетание стало фирменным элементом его стиля. В 1933 году музыкант женился на американке Элси Чилтон; в этом же году он дебютировал со своими юмористическими ревю.
Во время Второй мировой войны, когда нацисты оккупировали Данию, Борге давал концерт в Швеции, откуда сумел сбежать в Финляндию. Там ему удалось сесть на последний американский транспортный корабль в нейтральном статусе, и 28 августа 1940 года он прибыл в США, имея при себе всего 20 долларов. В Данию в период оккупации возвращался один раз (замаскировавшись моряком), чтобы навестить умирающую мать.
Хотя по прибытии в Америку Борге не знал ни слова по-английски, он быстро начал адаптировать свои шутки для американской аудитории, изучая язык по кинофильмам. Он взял псевдоним Виктор Борге и в 1941 стал выступать на радио-шоу у Руди Валле. Вскоре он был нанят Бингом Кросби в его программу Kraft Music Hall.
Музыкант быстро двигался к успеху, особенно после получения премии «Лучший исполнитель на радио» в 1942 году. Вскоре после получения награды ему стали предлагать роли в кино с такими звёздами, как Фрэнк Синатра (в фильме 1944 года Higher and Higher). В 1946 году музыкант начал вести собственное шоу The Victor Borge Show на NBC.
В 1948 году Борге несколько раз был гостем Шоу Эда Салливана; в том же году он получил статус натурализованного гражданина США.  2 октября 1953 года он начал выступать с моноспектаклем Comedy in Music в нью-йоркском John Golden Theatre. Comedy in Music стала наиболее продолжительным шоу одного артиста в истории театра: к своему закрытию 21 января 1956 году она выдержала 849 представлений; этот факт был занесён в Книгу рекордов Гиннесса.
Развивая свой успех гастрольными турами и шоу, Борге выступал в качестве исполнителя и дирижёра с такими известными музыкальными коллективами, как Чикагский симфонический оркестр,Нью-Йоркский филармонический оркестр и Лондонский филармонический оркестр. Среди его последующих выступлений на телевидении — скетчи «Фонетическая пунктация» в детском образовательном телесериале The Electric Company.  Одна из таких записей вошла в саундтрек The Electric Company, вышедший на отдельном LP. Также он несколько раз появлялся в «Улице Сезам»  и был приглашённой звездой в рамках четвертого сезона «Маппет-шоу».
В 1968 году сыграл дуэтом «в четыре руки» на одном фортепиано с известным пианистом-классиком Шааном Арцруни шутливую версию Венгерской рапсодии № 2 Ференца Листа; это выступление считается классикой музыкального юмора. В дальнейшем Борге исполнил это номер в дуэте с псом Роулфом в четвёртом сезоне «Маппет-шоу».

### Другие направления деятельности
Борге оказал содействие в запуске нескольких трастовых фондов, в частности — фонда Thanks to Scandinavia, чья деятельность посвящена тем, кто способствовал  спасению евреев от преследования нацистов в годы Второй мировой войны.
В 1979 году Борге, вместе с Джулиусом Блюмом и Энтони Хейбигом,  создал Ассоциацию американских пианистов (получившую в дальнейшем название Beethoven Foundation). Сейчас ассоциация проводит два крупных фортепианных конкурса: Classical Fellowship Awards и Jazz Fellowship Awards.
Борге несколько раз принимал участие в телешоу What's My Line?, причем участвовал на стороне как знаменитостей, так и простых участников. Во втором случае музыкант был представлен как фермер, разводящий домашних птиц, и это было не совсем шуткой: как предприниматель (инвестор и промоутер) он активно участвовал в начавшемся в 1950-е создании и разведении породы цыплят-бройлеров Rock Cornish game hens.
Музыкант написал три книги: My Favorite Intermissions и My Favorite Comedies in Music (обе — с соавторстве с Робертом Шерманом), а также автобиографию Smilet er den korteste afstand («Улыбка — кратчайшее расстояние») в соавторстве с Niels-Jørgen Kaiser.

## Семья
Первый раз Борге женился в 1933 году на Элси Чилтон. После развода с ней он в 1953 году вступил в брак с Сарабел Санна Скрапер, который продолжался до её смерти на 84-м году жизни в сентябре 2000 года.
У музыканта было пять детей, которые время от времени выступали совместно с ним: Ronald Borge, Janet Crowle (приёмные от первого брака), Sanna Feinstein, Victor Bernhard (Vebe) Jr. и Frederikke (Rikke) Borge от второго брака.

## Смерть и захоронение

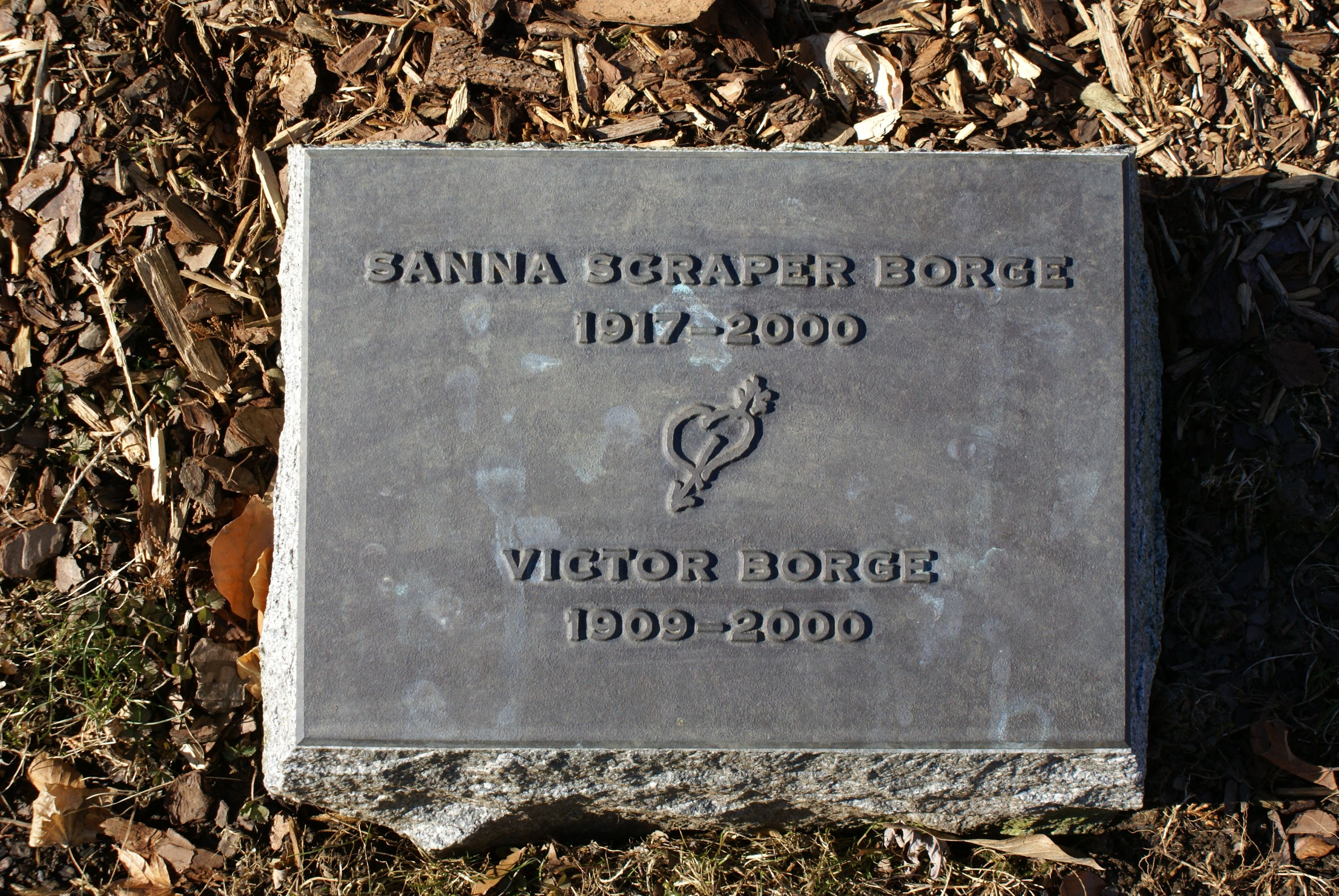
Надгробие могилы Виктора Борге в Гринуич

Виктор Борге скончался 23 декабря 2000 года в Гринуич (Коннектикут), на 92-м году жизни после 75 лет выступлений . Он умер во сне, на следующий день после возвращения с концерта в Дании. «Настало его время», — сказала его дочь Фредерикке, отметившая, что музыкант тяжело переживал смерть супруги, скончавшейся тремя месяцами ранее.
В соответствии с волей покойного музыканта, чья жизнь была связана с Данией и США, одна часть его праха захоронена на кладбище Putnam Cemetery в Гринуич (на надгробье изображена Русалочка), а другая — на Западном еврейском кладбище (Mosaisk Vestre Begravelsesplads) в Копенгагене.

## Признание и память
В 1997 году получил почётную степень Тринити-колледж (Коннектикут)
В 1998 году, когда Датский королевский оркестр отмечал своё 550-летие, Борге стал его почётным участником — на тот момент десятым за всю историю оркестра.
В честь датского музыканта назван один из залов Scandinavia House в Нью-Йорке. В 2002 году в Копенгагене его именем была названа площадь Victor Borges Plads, а в 2009 году к столетию со дня рождения Борге на этой площади ему был возведен памятник.
14 марта 2009 года на Public Broadcasting Service вышел документальный фильм о жизни музыканта 100 Years of Music and Laughter.
В феврале 2017 года датская компания M&M Productions объявила о начале съёмок кинофильма и телесериала о жизни Борге.
В честь музыканта назван открытый в ноябре астероид 5634 Victorborge.

## Фильмография
- Frk. Møllers Jubilæum (1937)
- Der var engang en Vicevært (1937)
- Alarm (1938)
- De tre måske fire (1939)
- Higher and Higher (1943)
- The Story of Dr. Wassell (1944)
- The Daydreamer (1966)
- The King of Comedy (1983)
- Необыкновенный концерт в Миннеаполисе (1998)